# Copenaghen Open 1997
Il Copenhagen Open 1997 è stato un torneo di tennis giocato sul sintetico indoor. È stata la 10ª edizione del Copenaghen Open che fa parte della categoria World Series nell'ambito dell'ATP Tour 1997. Si è giocato a Copenaghen in Danimarca dal 10 al 16 marzo 1997.

## Campioni

### Singolare
Thomas Johansson ha battuto in finale  Martin Damm con il punteggio di 6–4, 3–6, 6–2

### Doppio
Andrej Ol'chovskij /  Brett Steven hanno battuto in finale  Kenneth Carlsen /  Frederik Fetterlein con il punteggio di 6–4, 6–2